# HKT48
HKT48 ist eine 2011 von Yasushi Akimoto gecastete japanische Idolgruppe. Sie ist eine in Fukuoka ansässige „Schwestergruppe“ von AKB48. Ihr Name leitet sich aus dem Stadtbezirk Hakata ab, in dem das HKT48 Theater gelegen ist.

## Geschichte
Am 19. November 2008 wurden erstmals Pläne für eine Gruppe mit dem Titel HKT48 von deren Produzenten Yasushi Akimoto genannt. Am 1. Mai 2011 wurde HKT48 bei einem AKB48-Handshake-Event offiziell angekündigt. Die Gruppe war nach den Gruppen SKE48, SDN48 und NMB48 die vierte AKB48-Schwestergruppe, die ins Leben gerufen wurde.

## Diskografie

### Alben
| Jahr | Titel                              | Höchstplatzierung, Gesamtwochen, AuszeichnungChartsChartplatzierungen (Jahr, Titel, Platzierungen, Wochen, Auszeichnungen, Anmerkungen) | Anmerkungen                                                 |
| Jahr | Titel                              | JP | Anmerkungen                                                 |
| ---- | ---------------------------------- | --- | ----------------------------------------------------------- |
| 2017 | 092                                | JP1 Gold · (15 Wo.)JP | Erstveröffentlichung: 27. Dezember 2017 Verkäufe: + 100.000 |
| 2021 | Outstanding (アウトスタンディング) | JP1 Gold · (15 Wo.)JP | Erstveröffentlichung: 1. Dezember 2021 Verkäufe: + 100.000  |

### Singles
| Jahr | Titel Album                                                             | Höchstplatzierung, Gesamtwochen, AuszeichnungChartsChartplatzierungen (Jahr, Titel, Album, Platzierungen, Wochen, Auszeichnungen, Anmerkungen) | Anmerkungen                                                  |
| Jahr | Titel Album                                                             | JP | Anmerkungen                                                  |
| ---- | ----------------------------------------------------------------------- | --- | ------------------------------------------------------------ |
| 2013 | Suki! Suki! Skip! (スキ！スキ！スキップ！) 092                          | JP1 (26 Wo.)JP | Erstveröffentlichung: 20. März 2013 Verkäufe: + 291.876      |
| 2013 | Melon Juice (メロンジュース) 092                                        | JP1 (22 Wo.)JP | Erstveröffentlichung: 4. September 2013 Verkäufe: + 295.967  |
| 2014 | Sakura, Minnade Tabeta (桜、みんなで食べた) 092                         | JP1 Platin · (25 Wo.)JP | Erstveröffentlichung: 12. März 2014 Verkäufe: + 327.815      |
| 2014 | Hikaeme I Love You! (控えめI love you!) 092                             | JP1 Platin · (22 Wo.)JP | Erstveröffentlichung: 24. September 2014 Verkäufe: + 308.251 |
| 2015 | 12 Byō (12 秒) 092                                                      | JP1 Platin · (25 Wo.)JP | Erstveröffentlichung: 22. April 2015 Verkäufe: + 337.237     |
| 2015 | Shekarashika! (しぇからしか!) 092                                       | JP1 Platin · (22 Wo.)JP | Erstveröffentlichung: 25. November 2015 Verkäufe: + 292.670  |
| 2016 | 74 Okubun no 1 no Kimi e (74億分の1の君へ) 092                          | JP1 Platin · (14 Wo.)JP | Erstveröffentlichung: 13. April 2016 Verkäufe: + 250.000     |
| 2016 | Saikō Kayo (最高かよ) 092                                               | JP1 (22 Wo.)JP | Erstveröffentlichung: 7. September 2016                      |
| 2017 | Bagutte lijan (バグっていいじゃん) 092                                  | JP1 Platin · (24 Wo.)JP | Erstveröffentlichung: 15. Februar 2017 Verkäufe: + 250.000   |
| 2017 | Kiss wa Matsu Shika Nainodeshoka? (キスは待つしかないのでしょうか?) 092 | JP1 Platin · (18 Wo.)JP | Erstveröffentlichung: 2. August 2017 Verkäufe: + 250.000     |
| 2018 | Hayaokuri Calendar (早送りカレンダー) Outstanding                       | JP1 Platin · (23 Wo.)JP | Erstveröffentlichung: 2. Mai 2018 Verkäufe: + 250.000        |
| 2019 | Ishi (意志) Outstanding                                                 | JP1 Platin · (16 Wo.)JP | Erstveröffentlichung: 10. April 2019 Verkäufe: + 250.000     |
| 2020 | 3-2 Outstanding                                                         | JP1 Gold · (14 Wo.)JP | Erstveröffentlichung: 22. April 2020 Verkäufe: + 100.000     |
| 2021 | Kimi to Doko ka e Ikitai (君とどこかへ行きたい) Outstanding             | JP2 Gold · (12 Wo.)JP | Erstveröffentlichung: 12. Mai 2021 Verkäufe: + 100.000       |
| 2022 | Biisan wa Naze Naku Naru no ka? (ビーサンはなぜなくなるのか?) –         | JP1 Platin · (18 Wo.)JP | Erstveröffentlichung: 22. Juni 2022 Verkäufe: + 250.000      |
| 2023 | Kimi wa Motto Dekiru (君はもっとできる) –                               | JP2 Platin · (19 Wo.)JP | Erstveröffentlichung: 8. Februar 2023 Verkäufe: + 250.000    |
| 2023 | Baketsu wo Kabure! (バケツを被れ！) –                                   | JP2 Platin · (19 Wo.)JP | Erstveröffentlichung: 20. Dezember 2023 Verkäufe: + 250.000  |
| 2024 | Boku wa Yatto Kimi o Shinpai Dekiru (僕はやっと君を心配できる) –        | JP3 Platin · (14 Wo.)JP | Erstveröffentlichung: 11. September 2024 Verkäufe: + 250.000 |
| 2025 | Hansodetenshi (半袖天使) –                                              | JP— GoldJP | Erstveröffentlichung: 23. Juli 2025 Verkäufe: + 100.000      |